# Nyoma costata
Nyoma costata là một loài bọ cánh cứng trong họ Cerambycidae.